# Kanton Montagnac
Kanton Montagnac (francouzsky Canton de Montagnac) je francouzský kanton v departementu Hérault v regionu Languedoc-Roussillon. Tvoří ho 12 obcí.

## Obce kantonu
- Adissan
- Aumes
- Cabrières
- Cazouls-d'Hérault
- Fontès
- Lézignan-la-Cèbe
- Lieuran-Cabrières
- Montagnac
- Nizas
- Péret
- Saint-Pons-de-Mauchiens
- Usclas-d'Hérault